# مؤسسة بيدفورد لأبحاث الخلايا الجذعية
مؤسسة بيدفورد لأبحاث الخلايا الجذعية هي مؤسسة لا تهدف للربح تُجري أبحاثًا عن الخلايا الجذعية لأمراضٍ وحالاتٍ لم يتم التوصل لعلاجٍ لها حتى الآن، وقد قدمت المؤسسة كذلك البرنامج الخاص للإنجاب المساعَد (إس بي إيه آر)، وهو برنامج يساعد الأزواج المختلفين في الحالة المصلية على الوصول إلى مرحلة الحمل بنجاح، وتتولى إدارة المختبر الدكتورة آن كيسلينج وهي التي قامت على إنشاء مؤسسة بيدفورد لأبحاث الخلايا الجذعية.
لقد تم إنشاء مؤسسة بيدفورد لأبحاث الخلايا الجذعية لتلبية الحاجة إلى مختبر للبحث والتطوير الإكلينيكي يسهل عملية نقل التكنولوجيا من الاكتشافات العلمية الأساسية إلى التطبيقات الاختبارية السريرية، وتأسست مؤسسة بيدفورد عام 1996 على يد الدكتورة آن كيسلينج ومن خلال جهود رجال وسيدات تغيرت حياتهن بسبب مشتقات دم ملوثة بفيروس الإيدز (متلازمة العوز المناعي المكتسب) وفيروس العوز المناعي البشري وفيروس التهاب الكبد الفيروسي ج. وقد أصرَّ هؤلاء الرجال والسيدات بعد مواجهتهم لعقبات مرضية غير مسبوقة على تطوير تكنولوجيا طبية حيوية لمكافحة العدوى التي أصابتهم ولكي تساعدهم على حمل وإنجاب أطفال من أصلابهم. وبصورة عامة، لم تتولَ معاهد الصحة القومية تمويل أبحاث لضمان سلامة الحمل عن طريق تقنيات الإنجاب المساعَد بسبب قرارات الكونغرس الأمريكي في عامي 1996 و1998 بأن إجراء أبحاث على بيوضٍ بشرية مُخصبة «...هو أمر جدير بالتقدير وينبغي القيام به من أجل المجتمع...، ولكن لن يتم تمويله بأموال دافعي الضرائب.»
تُجرِي المؤسسة أبحاثًا بداخل مختبراتها وبالتعاون مع المختبرات الأخرى على (خط الخلايا الجذعية والموثة والأمراض المعدية) بالإضافة إلى أنها تخصص أموالاً للمنح البحثية تُقدم للباحثين المؤهلين الذين يسعون إلى تحسين سلامة الإنجاب المساعَد للأمهات والأطفال ونجاحه. حيث لا تستطيع المنح الحكومية الفيدرالية تمويل معظم الأبحاث التي تدعمها المؤسسة؛ بسبب القرار الرسمي الأمريكي (الموراتوريوم) بوقف تمويل الأبحاث المعنية بالبيوض البشرية المُنشطة إما اصطناعيًا أو عن طريق الحيوانات المنوية.
ولهذا السبب، دفع هؤلاء الرجال والسيدات نقودًا بهدف تمويل البرنامج الخاص للإنجاب المساعَد (إس بي إيه آر). وفي خلال عامين، تم تطوير تكنولوجيا للوقاية من انتقال الفيروس أثناء الحمل، ونتيجةً لهذه التكنولوجيا، وُلِدَ الطفل رايان عام 1999 لأمٍ سليمة وأبٍ مصاب بداء الناعور بعد أن أصيب بـالتهاب الكبد الفيروسي ج وفيروس العوز المناعي البشري عن طريق دم ملوث.
وبجانب أبحاث الخلايا الجذعية، طبَّق علماء المؤسسة عمليات مُسجَّلة ببراءة اختراع للمساعدة في تشخيص اضطرابات السبيل الإنجابي عند الذكور، وأثمرت الأبحاث التي أجريت في المؤسسة عن تطوير اختبارات إضافية قد تقدم معلومات قيمة حول الصحة العامة للرجال. وينصب التركيز حاليًا على كشف البكتيريا الموجودة في السائل المنوي عن طريق وسائل بيولوجية جزيئية بدلاً من المستنبتات المختبرية المعيارية، وقد كشفت الأبحاث التي أجريت حتى الآن أن السائل المنوي يحتوي على بكتيريا لم يتم التعرف عليها من قبل. وتعقد هذه الدراسات الآمال على تطوير اختبارات جديدة لصحة الأعضاء المنتجة للسائل المنوي مثل الموثة، والتي هي موضع أمراض خطيرة لدى الرجال تشمل العدوى (التهاب البروستاتا) والسرطان.

## وصلات خارجية
- Bedford Stem Cell Research Foundation
- Special Program of Assisted Reproduction (SPAR)
- Dr. Ann A. Kiessling Biography
- Story on Baby Ryan, by Stephen Smith, Minnesota Public Radio, 1998